# Bergen-Belsenproces

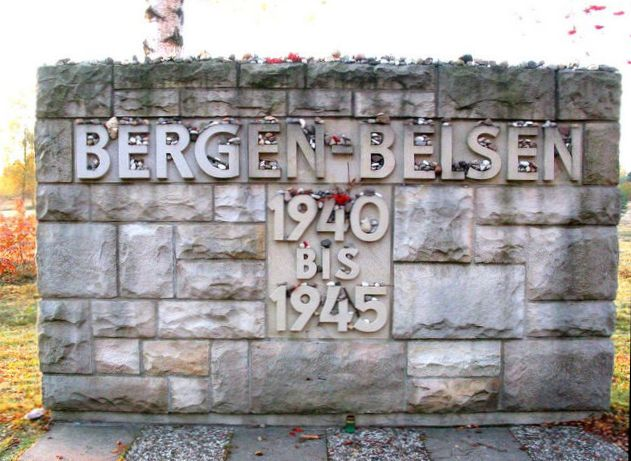
Gedenksteen bij concentratiekamp Bergen-Belsen

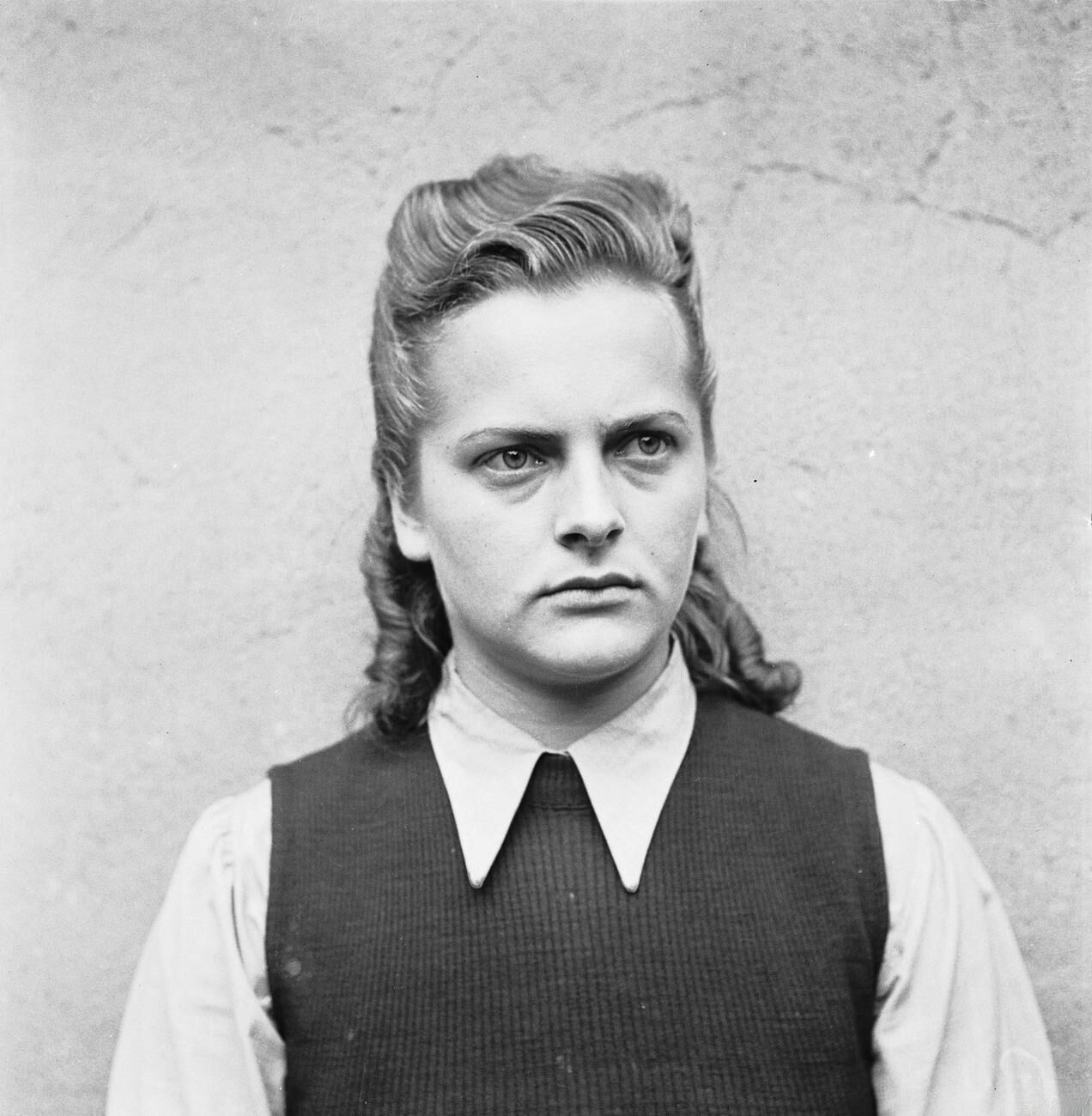
Irma Grese werd schuldig bevonden en samen met elf anderen in Hamelen opgehangen

Het Bergen-Belsenproces was een van de vele processen tegen de nazi's die plaatsvonden in Duitsland na de afloop van de Tweede Wereldoorlog en naar aanleiding van hun misdaden tegen de menselijkheid tijdens die oorlog. Het proces werd georganiseerd door de geallieerden en werd ook wel het Proces van Josef Kramer en 44 anderen genoemd.

## Proces
Het proces begon op 17 september 1945, in een rechtszaal in Lüneburg. Beschuldigd werden 45 voormalige SS'ers en een aantal kapo's, mannen en vrouwen, allen afkomstig van de concentratiekampen Bergen-Belsen en Auschwitz. Het proces werd geleid door een Britse krijgsraad en duurde precies twee maanden, tot 17 november 1945.
De gedaagden werden beschuldigd van misdaden tegen de menselijkheid door deelname aan massamoord en marteling van kampbewoners. Allen werden in ieder geval beschuldigd van het plegen van zulke misdaden in Bergen-Belsen en een aantal (Kramer, Klein, Weingartner, Kraft, Hoessler, Bormann, Volkenrath, Ehlert, Gura, Grese, Lothe, Lobauer en Schreirer) werd bovendien beschuldigd van het plegen van zulke misdaden in Auschwitz. Alleen Starostka werd uitsluitend aangeklaagd voor haar vergrijpen in Auschwitz.

## Afloop
- Eén gedaagde, Ladislaw Gura, kon niet voor de rechtbank verschijnen vanwege zijn slechte gezondheid.
- Georg Kraft, Josef Klippel, kapo Ilse Lothe, Oscar Schmitz, Fritz Mathes, Karl Egersdorf, Walter Otto, Eric Barsch, Ignatz Schlomovicz, Ida Forster, Klara Opitz, Charlotte Klein, Hildegard Hahnel en Antoni Polanski werden vrijgesproken.

De schuldig bevonden verdachten kregen de volgende straffen:
- Josef Kramer, Fritz Klein, Peter Weingartner, Franz Hössler, Juana Bormann, Irma Grese, Elisabeth Volkenrath, Karl Francioh, Anchor Pichen, Franz Stofel en Wilhelm Dorr werden ter dood veroordeeld
- Erich Zoddel werd veroordeeld tot levenslang
- Vervangend gevangenenbewaker Hertha Ehlert, Otto Calesson, Heinrich Schreirer, Helena Kopper en Władysław Ostrowski werden veroordeeld tot 15 jaar cel
- Kapo Hildegard Lobauer en bewakers Ilse Forster, Herta Bothe, Irene Haschke, Gertrud Sauer, Johanne Roth, Anna Hempel, Stenia Starostka en Antoni Aurdzieg werden veroordeeld tot 10 jaar cel
- Gertrude Fiest en Medislaw Burgraf werden veroordeeld tot 5 jaar cel, Frieda Walter tot 3 jaar cel en Hilde Lisiewitz tot één jaar cel

Alle doodstraffen werden voltrokken op 13 december 1945, door ophanging in de gevangenis van Hamelen.

## Tweede Proces
Een tweede Bergen-Belsenproces werd door een eveneens Britse krijgsraad gehouden van 13 tot 18 juni 1946 om de gedaagde Kazimierz Cegielski te berechten, een Pool die in 1944 kapo was in Bergen-Belsen (er waren vijf kapo's in Bergen-Belsen, waarvan er twee Kazimierz heetten en die zich van elkaar onderscheidden door zichzelf "Grote Kazimierz" (de gedaagde) en "Kleine Kazimierz" te noemen). Cegielski werd beschuldigd van wreedheden jegens gevangenen en moord. Hij werd in 1946 opgepakt toen hij naar Amsterdam reisde om Henny De Haas op te zoeken, een jonge Joodse vrouw met wie hij in de Tweede Wereldoorlog een affaire had. Hij was van plan om met haar te trouwen, maar werd al snel ontmaskerd als de wrede kapo die gevangenen met houten stokken en knuppels sloeg totdat ze stierven.
Hij werd op 18 juni 1946 ter dood veroordeeld. De dag voor zijn executie probeerde hij onder zijn straf uit te komen door te zeggen dat zijn echte naam Kasimir-Alexander Rydzewski was. Dat mocht echter niet meer baten en Cegielski werd op 11 oktober 1946, om 9:20 's ochtends, door ophanging geëxecuteerd.